# Oldřichovice
Oldřichovice är en ort i Tjeckien.   Den ligger i regionen Zlín, i den östra delen av landet, 250 km öster om huvudstaden Prag. Oldřichovice ligger 265 meter över havet och antalet invånare är 373.
Terrängen runt Oldřichovice är varierad, och sluttar västerut. Runt Oldřichovice är det ganska tätbefolkat, med 62 invånare per kvadratkilometer. Närmaste större samhälle är Zlín, 9,4 km nordost om Oldřichovice. I omgivningarna runt Oldřichovice växer i huvudsak blandskog.